# Laurens Pluijmaekers

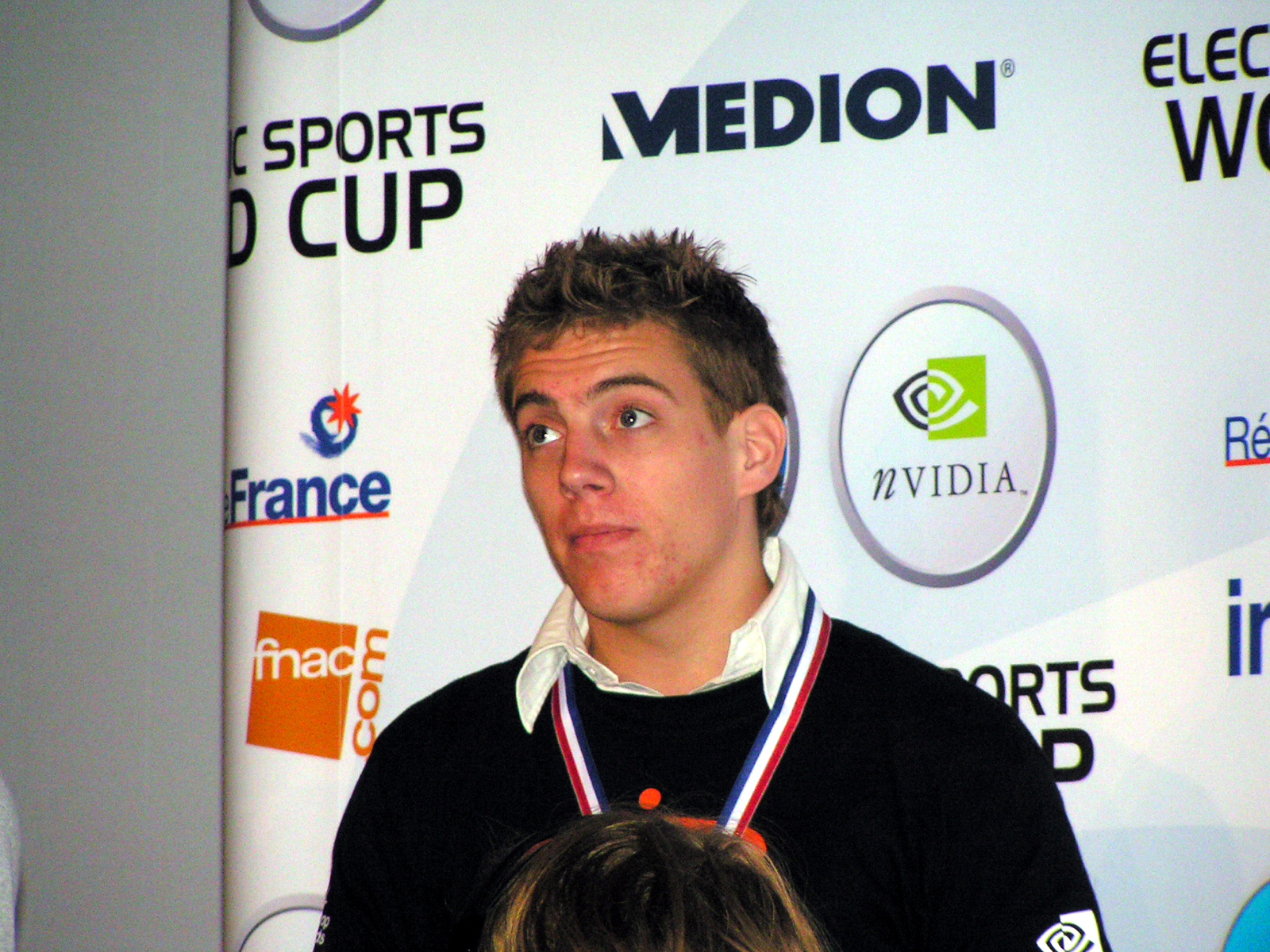
Lauke beim ESWC 2005

Laurens Pluijmaekers (andere Schreibweise: Laurens Pluymaekers; * 22. September 1984) ist ein ehemaliger professioneller niederländischer Unreal-Tournament-Spieler, bekannt unter seinem Pseudonym Lauke. Er gilt neben seinem langjährigen Rivalen Christian „GitzZz“ Höck als einer der besten Spieler der Serie aller Zeiten.

## Karriere

### Erste Anfänge und WCG 2001
Laurens Pluijmaekers begann seine Karriere im Jahr 2000 mit Unreal Tournament. Er konnte recht schnell ein hohes Spiellevel zulegen und er machte sich innerhalb kurzer Zeit einen Namen innerhalb der Community. Bei der niederländischen Qualifikation für die World Cyber Games 2001 belegte er den ersten Platz und konnte sich somit für das Event qualifizieren. In seinem ersten großen Turnier gelang ihm dann ein sehr guter vierter Platz.

### WCG 2002 und Beginn der Rivalität mit GitzZz
Während sie bei den World Cyber Games noch nicht direkt aufeinander trafen, kam es bei den WCG 2002 zum ersten Mal zu einem direkten Aufeinandertreffen der beiden Spieler bei einem großen Turnier. GitzZz musste sich bereits in der ersten Runde des Upper Brackets einem Konkurrenten geschlagen geben. Lauke schied im späteren Verlauf des Turniers ebenfalls aus dem Upper Bracket aus und so trafen die beiden dann schlussendlich im Lower-Bracket-Viertelfinale aufeinander, welches der Deutsche allerdings für sich entscheiden konnte und später das gesamte Turnier – und somit seinen Titel verteidigen – sollte. Dieses Turnier war der Grundstein für die in den kommenden Jahren immer größer werdenden Rivalität zwischen den beiden Kontrahenten. Angemerkt sei, dass beide Spieler – trotz aller Rivalität – stets respektvoll miteinander umgingen und sich beide in diversen Interviews regelmäßig den größten Respekt füreinander zusprachen.

### ESWC 2003 und WCG 2003
Im darauf folgenden Jahr standen gleich zwei große Veranstaltungen an – und somit auch von der Community erhofften Neuauflage des mittlerweile zum Klassiker ernannten Duells "GitzZz versus Lauke". Allerdings kam es bei keinem der beiden zu dem erhofften Schlagabtausch, allerdings aus unterschiedlichen Gründen: Während beim Electronic Sports World Cup – gewonnen von GitzZz – beide Teilnehmer wegen ihrer Seedings und des frühen Ausscheidens von Lauke nicht aufeinandertrafen konnten, verhinderte beim WCG 2003 die USK durch die Indizierung von Unreal Tournament 2003 und der dadurch resultierenden Absage der deutschen WCG-UT-Qualifikation eine Teilnahme der deutschen UT-Spieler – und somit auch der Teilnahme von GitzZz, obwohl er als Titelverteidiger eigentlich für das Turnier gesetzt war.
Bei den World Cyber Games 2003 spielte Lauke stark auf und erreichte das Finale; unterlag dort allerdings dem Italiener Nicola „ForresT“ Geretti.
Kurz danach wechselte Lauke mitsamt seinen Kollegen vom xtremeclan zu dem renommierten Clan Fnatic.

### ESWC 2004, CPL 2004 und erster WCG-Titel 2004

#### ESWC
Beim Electronic Sports World Cup 2004 kam es dann endlich wieder zu einem erneuten Aufeinandertreffen der beiden Rivalen und die Fans des damals neu auf dem Markt gekommenen Spiels Unreal Tournament 2004 sollten nicht enttäuscht werden.
Nachdem beide Spieler relativ sicher die Gruppenphase überstehen konnten trafen sie im danach folgenden Halbfinale aufeinander und liefen sich auf 3 Maps ein sagenhaftes Duell, welches bis heute als eines der besten Unreal Tournament Duelle aller Zeiten gilt. Während Lauke die erste Map Roughinery mit 15:11 für sich entscheiden konnte, gelang es GitzZz auf seiner Lieblingsmap Ironic Lauke mit 14:11 zu besiegen. Als dritte und entscheidende Map folgte schließlich Rankin, welche erst in den Schlussminuten mit 8:4 zu Gunsten von GitzZz entschieden werden konnte.
Lauke besiegte im Spiel um Platz 3 ForresT und konnte sich somit für die Niederlage im Finale bei den WCG 2003 revanchieren. GitzZz verlor das Finale gegen seinen Landsmann Maurice „Burnie“ Engelhardt.

#### CPL Summer Extreme 2004
Nur knapp zwei Wochen später fand in Dallas ein Team-Deathmatch Turnier im Rahmen der CPL Summer Extreme 2004 statt, woran auch Pluijmaekers mit seinem Team Fnatic teilnahm.
Fnatic ging als Mit-Favorit in das Turnier und das Team konnte die Erwartungen auch erfüllen. Im Upper Bracket Viertelfinale konnten sie den deutschen Clan mTw besiegen und schalteten im Halbfinale dann mit Ocrana einen weiteren deutschen Vertreter aus. Im Upper Bracket Finale kam es dann wieder zu einem Duell gegen einen deutschen Clan: Schroet Kommando. Favorit SK konnte sich nach drei knappen Spielen durchsetzen und Fnatic musste den Umweg über das Lower Bracket Finale gehen. Dort traf man erneut auf mTw, und wieder konnte man die deutschen besiegen. So traf man dann im großen Finale erneut auf SK. Das Finale wurde nach zwei sehr engen Maps zu Gunsten von SK entschieden, überragender Spieler auf Seiten der deutschen war Christian 'GitzZz' Höck.

#### WCG
Im Oktober 2004 gelang Lauke dann endlich bei den World Cyber Games einen großen internationalen Titel zu erringen. Bei dem Turnier, bei dem er sich nach eigener Aussage „stärker als je zuvor“ fühlte, gelang es ihm, das Turnier zu gewinnen und dabei nur eine einzige Map abzugeben. Im Finale gewann er gegen Engelhardt.

### ESWC 2005 und WCG SEC 2005
Im Jahr 2005 wurden erstmals die WCG Samsung Euro Championship auf der Cebit in Hannover ausgetragen, auf denen Lauke den dritten Platz erzielen konnte. Im Finale des Upper Brackets unterlag er dem Italiener Michele „DevilMC“ Esposito, welcher später das Turnier gewann; im darauf folgenden Loser Bracket Finale musste er sich dem Österreicher Markus „Falcon“ Holzer geschlagen geben.
Ein paar Monate später beim ESWC 2005 konnte Lauke die ersten beiden Gruppenphasen ohne Niederlage überstehen, musste sich allerdings im Halbfinale wieder Falcon geschlagen geben. Das Spiel um Platz 3 gewann er allerdings gegen DevilMC und konnte sich somit für die Niederlage beim SEC revanchieren. Das Turnier gewann der Franzose Michael "winz" Bignet.

### GGL DigitalLife 2005
Als letztes großes Event für Unreal Tournament 2004 fand im Oktober 2005 das DigitalLife Event statt, welches von der Global Gaming League veranstaltet wurde. Das Turnier konnte Lauke gewinnen, indem er im Finale erneut DevilMC gegenüberstand und ihn abermals bezwingen konnte.

## Erfolge (Auszug)
- 4. – WCG 2001.
- 5. – WCG 2002 – $1.750
- 5. – ESWC 2003 – $1.200
- 2. – WCG 2003 – $10.000
- 3. – ESWC 2004 – $1.000
- 2. – CPL Summer 2004 – $11.500
- 1. – WCG 2004 – $25.000
- 3. – WCG SEC 2005.
- 1. – GGL DigitalLife – $4.000

## Clans
- xtremeclan
- Fnatic

| Personendaten    | Personendaten               |
| ---------------- | --------------------------- |
| NAME             | Pluijmaekers, Laurens       |
| ALTERNATIVNAMEN  | Lauke; Pluymaekers, Laurens |
| KURZBESCHREIBUNG | niederländischer E-Sportler |
| GEBURTSDATUM     | 22. September 1984          |